# La donna del tenente francese (film)
La donna del tenente francese (The French Lieutenant's Woman) è un film del 1981 diretto da Karel Reisz. È il dramma in costume di un amore contrastato, tratto dal romanzo di John Fowles. La chiave di lettura del film è la trovata di proporre un film nel film, ossia le storie parallele dei due attori e dei personaggi che loro interpretano.

## Trama
Sul set di un film in costume, l'attore Mike e l'attrice Anna vivono una relazione extraconiugale intensa e ambigua, riflesso della vicenda che stanno interpretando: quella di Charles Smithson e Sarah Woodruff, nell’Inghilterra vittoriana del 1867. Charles, giovane paleontologo di buona famiglia, è fidanzato con Ernestina Freeman, figlia di un ricco commerciante. Durante una visita a Lyme Regis, è attratto da Sarah Woodruff, una donna enigmatica e solitaria, che spesso si reca sulla scogliera per guardare verso il mare. Sarah è marchiata dalla reputazione di “donna perduta”, in seguito a una presunta relazione con un ufficiale francese, il che la rende un’emarginata sociale  e le fa meritare il soprannome di "la donna del tenente francese". Malgrado il suo fidanzamento, Charles si lascia affascinare dall’aura malinconica e ribelle di Sarah. Dopo alcuni incontri casuali, i due iniziano a vedersi di nascosto nei boschi, destando sospetti nel villaggio. La bigotta Mrs. Poulteney, datrice di lavoro di Sarah, decide di licenziarla. Charles, spinto da un crescente coinvolgimento, la segue a Exeter, dove trascorrono insieme una notte che cambia tutto: Sarah si rivela ancora vergine e confessa di aver mentito sul suo passato. Charles rompe allora il fidanzamento con Ernestina ma la conseguenza è un atto legale punitivo a suo carico. Quando cerca di ricongiungersi con Sarah, lei è scomparsa. Temendo che si sia ritrovata a vivere ai margini della società, forse costretta a prostituirsi per sopravvivere, la cerca disperatamente anche a Londra, senza successo. Solo anni dopo riceve una lettera da Sarah, che ora lavora come istitutrice nel Lake District, nel Nord-Ovest dell'Inghilterra. L’incontro tra i due è carico di tensione e rimpianti. Nel frattempo, nella realtà contemporanea del set, la storia tra Anna e Mike segue un percorso altrettanto incerto. Mentre il film che stanno girando propone un lieto fine, la loro relazione personale prende una piega diversa, lasciando aperto il finale su più livelli.

## Riconoscimenti
- 1982 - Premio Oscar
  - Candidatura Miglior attrice protagonista a Meryl Streep
  - Candidatura Migliore sceneggiatura non originale a Harold Pinter
  - Candidatura Migliore scenografia a Assheton Gorton e Ann Mollo
  - Candidatura Migliori costumi a Tom Rand
  - Candidatura Miglior montaggio a John Bloom
- 1982 - Golden Globe
  - Miglior attrice in un film drammatico a Meryl Streep
  - Candidatura Miglior film drammatico a Karel Reisz
  - Candidatura Migliore sceneggiatura a Harold Pinter
- 1982 - Premio BAFTA
  - Miglior attrice protagonista a Meryl Streep
  - Miglior colonna sonora a Carl Davis
  - Miglior sonoro a Don Sharpe, Ivan Sharrock e Bill Rowe
  - Candidatura Miglior film
  - Candidatura Migliore regia a Karel Reisz
  - Candidatura Miglior attore protagonista a Jeremy Irons
  - Candidatura Migliore sceneggiatura a Harold Pinter
  - Candidatura Migliore fotografia a Freddie Francis
  - Candidatura Migliore scenografia a Assheton Gorton
  - Candidatura Migliori costumi a Tom Rand
  - Candidatura Miglior montaggio a John Bloom
- 1982 - David di Donatello
  - Miglior sceneggiatura straniera a Harold Pinter
  - Candidatura Migliore attrice straniera a Meryl Streep